# Población humana

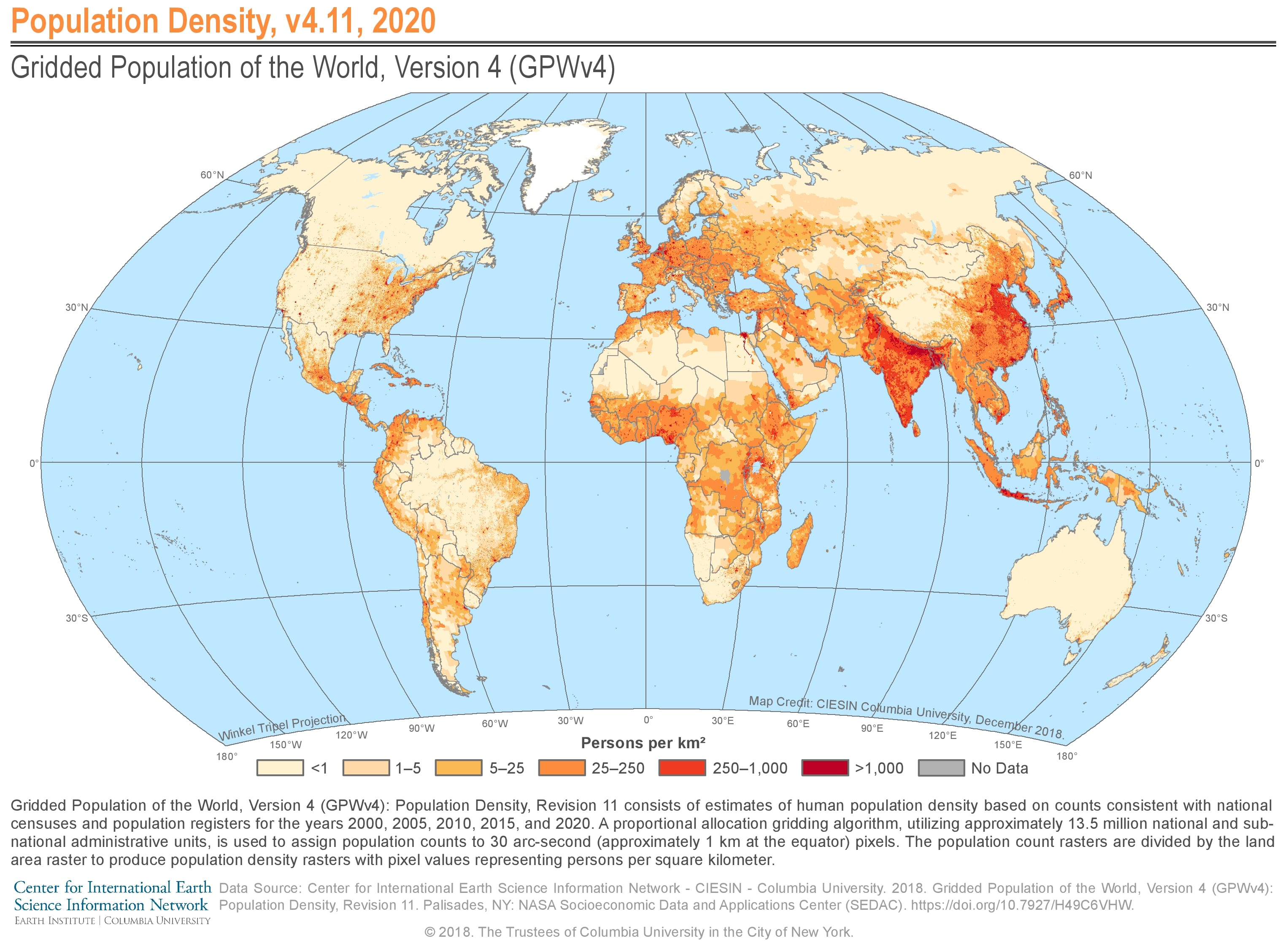
Mapa de densidad de población mundial en 2020 cuando la población mundial era de unos 7800 millones de personas

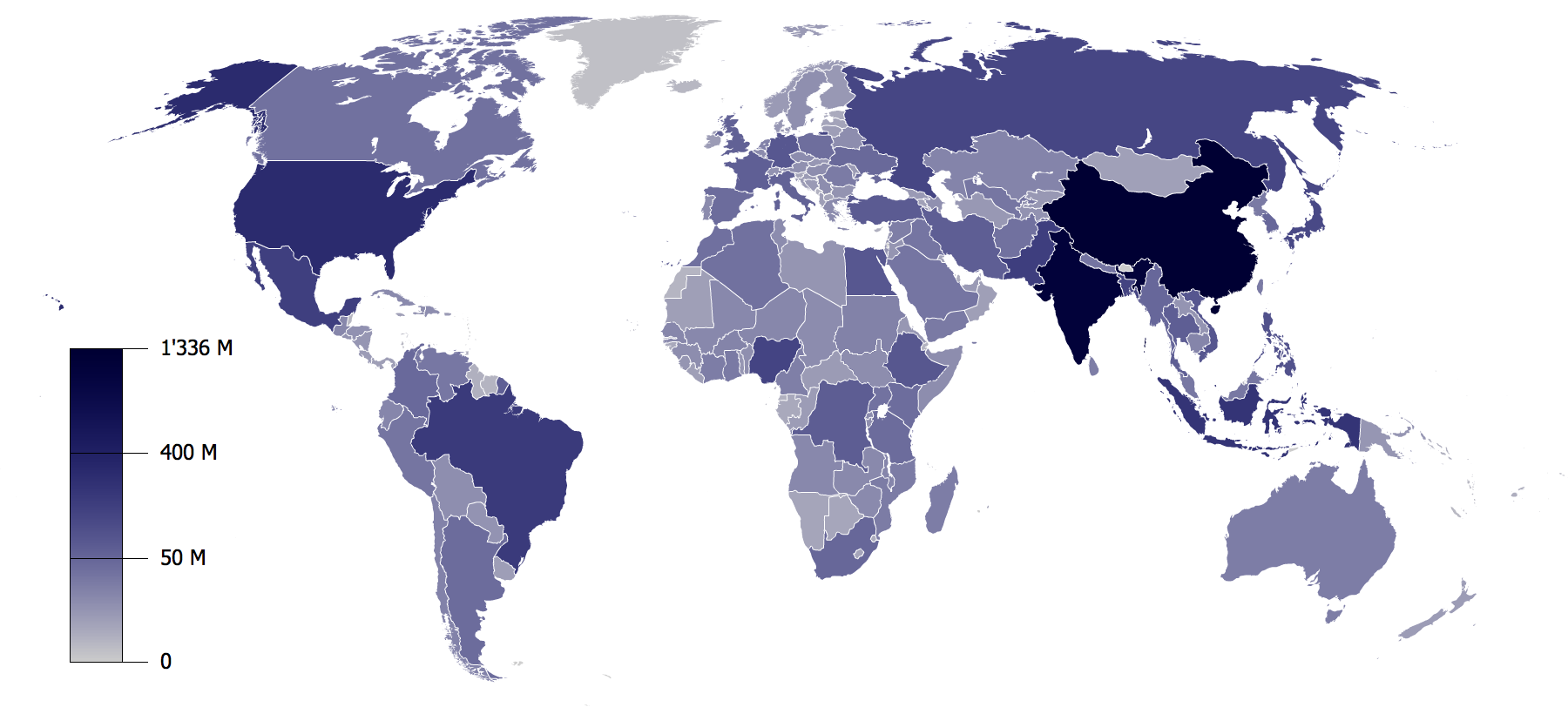
Mapa de países por población absoluta. La población mundial ha pasado de los casi 1000 millones en el año 1800 a más de 6000 millones en el año 2000 y más de 7000 millones en 2011.

La población humana se refiere, tanto en geografía como en sociología, al grupo de seres humanos que viven en la totalidad de la superficie terrestre (ver población mundial) o en un área o espacio geográfico determinado.

## Etimología

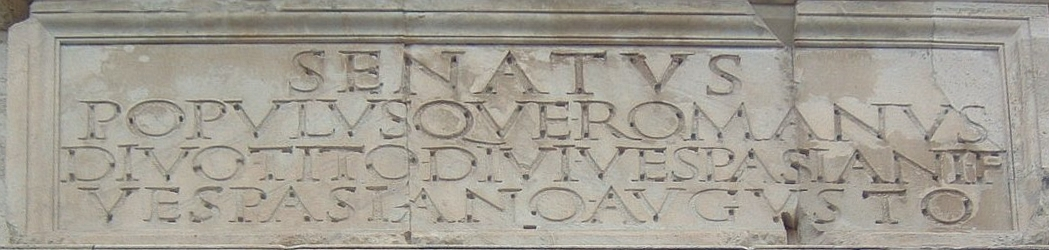
Inscripción en el Arco de Tito construido alrededor del

En general se define al término población (del latín tardío populatio, -ōnis, 'saqueo', 'devastación'), en primer lugar como "la acción o efecto de poblar" (fundar uno o más pueblos). Además la RAE propone otras acepciones del término población:
- Conjunto de personas que habitan en un determinado lugar.[nota 1]
- Conjunto de edificios y espacios de una ciudad. Atravesó la población de una parte a otra.[nota 2]
- Conjunto de individuos de la misma especie que ocupan determinada área geográfica.[nota 3]
- Conjunto de los elementos sometidos a una evaluación estadística mediante muestreo.[nota 4]

### Pueblo
Un término que es utilizado como sinónimo de población humana es pueblo, que procede del latín popŭlus, el cual hace referencia, entre otras cosas, a un conjunto de seres humanos de un lugar, región o país. Era muy frecuente encontrar este término en las obras de infraestructura o monumentos tanto en la Roma Republicana como en la Roma Imperial. Todas las inscripciones en dichas construcciones llevaban la inscripción SENATUSPOPULUSQVEROMANUS (SENATUS POPULUS QUE ROMANUS), como puede observarse en el Arco de Tito del siglo I, que significa «Senado y pueblo romanos», inscripción que llegó a simplificarse como SPQR cuya traducción sería «El Senado y la población que (son) romanos»[cita requerida]. En el castellano antiguo, en algunos casos, la letra U se escribía como V y viceversa.
Para la demografía, centrada en el estudio estadístico la población es un conjunto que se renueva por la entrada de nuevos individuos –por nacimiento o inmigración– y la salida de otros –por muerte o emigración–. La población total de un territorio o localidad se determina por procedimientos estadísticos y mediante el censo de población.
La evolución de la población y su crecimiento o decrecimiento, no solamente están regidos por el balance de nacimientos y muertes, sino también por el balance migratorio, es decir, la diferencia entre emigración e inmigración; la esperanza de vida y el solapamiento intergeneracional. Otros aspectos del comportamiento humano de las poblaciones se estudian en sociología, economía y geografía, en especial en la geografía de la población, la geografía humana y la ecología del comportamiento.

## Conceptos de población humana
El concepto de población no solamente es distinto para cada disciplina teórica, incluso para una misma disciplina dicho concepto admite muchas definiciones.

### Concepto de población en demografía

Evolución de la población de Corea del Sur a partir de 1960

La demografía es el estudio estadístico de la población humana, por lo que el este término puede ser entendido como sinónimo de universo, el objeto de principal del análisis estadístico o como volumen poblacional contabilizado en un determinado momento. Es el agente de presión más importante sobre los ecosistemas, es el elemento capaz de implementar las posibles soluciones al deterioro y las acciones de conservación de la biodiversidad y de los servicios ambientales

#### Población como sistema reproductivo
La población se entiende como una estructura con continuidad en el tiempo compuesto por personas de las cuales se «estudian las características y comportamientos que condicionan dicha permanencia», es decir, las características de su supervivencia previa al fallecimiento y el modo de sustitución de las personas que mueren por nuevos individuos.
Massimo Livi Bacci, define la población de la siguiente manera:

Por población se entiende un conjunto de individuos, constituido de forma estable, ligado por vínculos de reproducción e identificado por características territoriales, políticas, jurídicas, étnicas o religiosas... Una población, pues, se definirá como tal si tiene continuidad en el tiempo y si esta continuidad está asegurada por vínculos de reproducción que ligan padres e hijos y garantizan la sucesión de las generaciones. Finalmente, una población se define también por las características que trazan su perfil y sus límites. Los límites y fronteras de las distintas poblaciones son tales que los agregados así definidos asumen su propia autonomía y estabilidad, reproduciéndose y conservándose en el tiempo.

#### Población como número de habitantes en un lugar o región
La población es el número de personas que habitan en un lugar, país o región determinados, en un momento dado. Suele contarse en los censos de población, que en cada país constituye un conteo de sus habitantes realizado por el propio Estado o alguna institución pública o privada. La Iglesia, por ejemplo, realizaba cada cierto tiempo un censo de habitantes en las circunscripciones eclesiásticas de España y América. Es el caso del Obispo Mariano Martí que realizó una monumental obra descriptiva, histórica y demográfica de la provincia de Venezuela a fines del siglo XVIII (). Y Antonio José Cavanilles escribió su obra cumbre sobre el Reino de Valencia también a fines del siglo XVIII ().

### Concepto de población en otras disciplinas
Para disciplinas como la antropología, la biología, la sociología, la estadística, las ciencias actuariales, el concepto de población es distinto y remite, en general, a grupos de población estudiados por algunas de sus características previamente determinadas para ser objeto de estudio. Aunque algunas de las técnicas de estas disciplinas, sobre todo estadísticas, son utilizadas por la demografía, su objeto es otro.

## Teorías demográficas

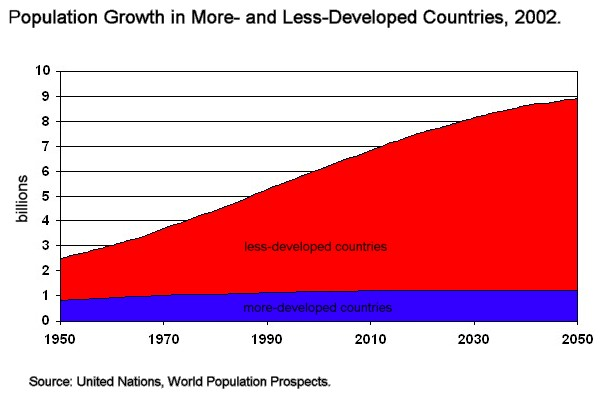
El crecimiento demográfico es mayor en los países menos desarrollados (rojo) que en los países desarrollados (azul)

Las teorías demográficas pretenden explicar los patrones del crecimiento de la población en diversos países del mundo dando cuenta de la estructura y la dinámica de la población y estableciendo leyes o principios que regirían esos fenómenos. Una teoría demográfica explicaría los cambios y acontecimientos de las poblaciones humanas, de su dimensión, estructura, evolución y características generales, tanto desde un punto de vista cuantitativo —estadístico— como cualitavo -biológico, sociológico, cultural y económico-.

### Teoría de Malthus sobre la población: Malthusianismo
El malthusianismo es la teoría sobre la población desarrollada por el economista británico Thomas Malthus (1766-1834), según la cual el ritmo de crecimiento de la población responde a una progresión geométrica, mientras que el ritmo de aumento de los recursos para su supervivencia lo hace en progresión aritmética. Por esta razón, de no intervenir obstáculos represivos (hambre, guerras, pestes, etc.), el nacimiento de nuevos seres aumentaría la pauperización gradual de la especie humana e incluso podría provocar su extinción ( catástrofe malthusiana).

### Neomalthusianismo: separación de la reproducción y la sexualidad
El neomalthusianismo está inspirado en las teorías del malthusianismo, pero discrepa en las medidas para controlar el crecimiento desorbitado de la población. Los neomalthusianos, en general, proponen la toma de conciencia social e individual de la sobrepoblación como un problema -de facto la separación entre sexualidad y reproducción-, la procreación consciente, la promoción de la planificación familiar, el uso y difusión de métodos anticonceptivos así como la práctica del aborto considerando inadecuados los obstáculos represivos tradicionales del malthusianismo: hambrunas, epidemias y guerras.

### Teoría de la transición demográfica
La teoría de la transición demográfica señala la existencia de un desfase notorio entre la disminución de la mortalidad como una consecuencia del crecimiento de la población urbana y de la mejora del nivel de vida por el desarrollo de la tecnología (alimentación, industria, condiciones sanitarias, transporte, medicina, etc.) y la disminución de la natalidad, como consecuencia de varios fenómenos asociados a los anteriores (tasa de urbanización e industrialización aceleradas, aumento de la escolaridad, especialmente del sexo femenino, el proceso de liberación femenina, etc.). El resultado es el ajuste en el tiempo que se produce entre las tasas de natalidad y mortalidad elevadas y estas mismas tasas a un nivel mucho más bajo. 

### La teoría de la segunda transición demográfica
La teoría de la segunda transición demográfica propuesta por Lesthaghe y D.J. van de Kaa, en un contexto estable de baja fecundidad y mortalidad, describe los cambios en la composición de la familia y de las uniones en los patrones de reconstitución de las familias. Además de niveles de fecundidad inferiores al nivel de reemplazo y sostenidos en el tiempo, la segunda transición demográfica se caracteriza por: (i) incremento de la soltería, (ii) retraso del matrimonio, (iii) postergación del primer hijo, (iv) expansión de las uniones consensuales, (v) expansión de los nacimientos fuera de matrimonio, (vi) alza de las rupturas matrimoniales, (vii) diversificación de las modalidades de estructuración familiar.

### La teoría de la revolución reproductiva
La teoría de la revolución reproductiva fue propuesta por John MacInnes y Julio Pérez Díaz, para comprender la naturaleza del cambio demográfico que conduce a las sociedades modernas. La eficiencia reproductiva es el resultado de una baja natalidad y una alta supervivencia que garantiza el mantenimiento de la población, así como una relación óptima intergeneracional.

## Conceptos sobre población y demografía

### Densidad de población

Países del mundo de acuerdo a la densidad demográfica

Se llama densidad de población al número total de habitantes dividido entre el número de km² de una zona, región o país determinados.
Los países con la densidad de población más grande son micro-Estados: Mónaco, Singapur, la Ciudad del Vaticano, y Malta. Entre los países de mayor tamaño, Bangladés es el que tiene mayor densidad de población.
Al expresarse en términos relativos (habitantes por km²), la densidad de población se emplea para comparar los datos demográficos de los distintos países, regiones o lugares del mundo. No es un concepto del que se puedan hacer muchas inferencias, ni económicas (hay países pobres y ricos densamente poblados, lo mismo que hay países pobres y ricos con una escasa densidad demográfica), ni culturales, ni sociales. Pero sí resulta un dato muy importante para los distintos estados, con fines de planificación en numerosos aspectos: sanitario, asistencial, educativo, electoral, político - administrativo, fiscal, etc.

### Estudios longitudinales y transversales de la población

#### Estudio transversal - Pirámide demográfica

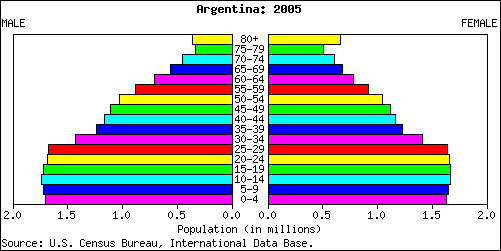
Pirámide de población de Argentina, 2005

La distribución por años y sexo de una población dada, una nación o región, normalmente se representa con una pirámide de población. Este histograma o gráfico de barras representa las porciones de la población según grupos de edad y sexo en el eje horizontal X, es decir, en el eje de las abscisas y los grupos de edades de cada cinco años en el eje vertical "Y" o eje de las ordenadas. La población de varones está representada en la parte izquierda del eje vertical y la población femenina a la derecha.
Este tipo de gráfico muestra la composición según edad y sexo de una población para una fecha o año determinado, generalmente para el año en que se realiza un censo. Las naciones con una baja mortalidad infantil y una alta longevidad mostraron una forma más rectangular ya que la mayoría de la población vive hasta una edad longeva.
Se pueden considerar varios tipos de pirámide demográfica:
- Pirámide expansiva: de base ancha y cima estrecha, propia de los países de desarrollo tardío con altas tasas de natalidad y mortalidad y con un crecimiento natural alto. En estos países predomina la población joven.
- Pirámide estacionaria: de base más reducida. Son propias de los países maduros en los que todavía predomina la población joven y adulta.
- Pirámide regresiva: de base estrecha, centro y cima relativamente anchas, propia de los países desarrollados con alta esperanza de vida, bajas tasas de natalidad y mortalidad y con crecimiento natural reducido. En estos países predomina la población adulta y la anciana.

#### Estudio longitudinal - Gráfico de generaciones

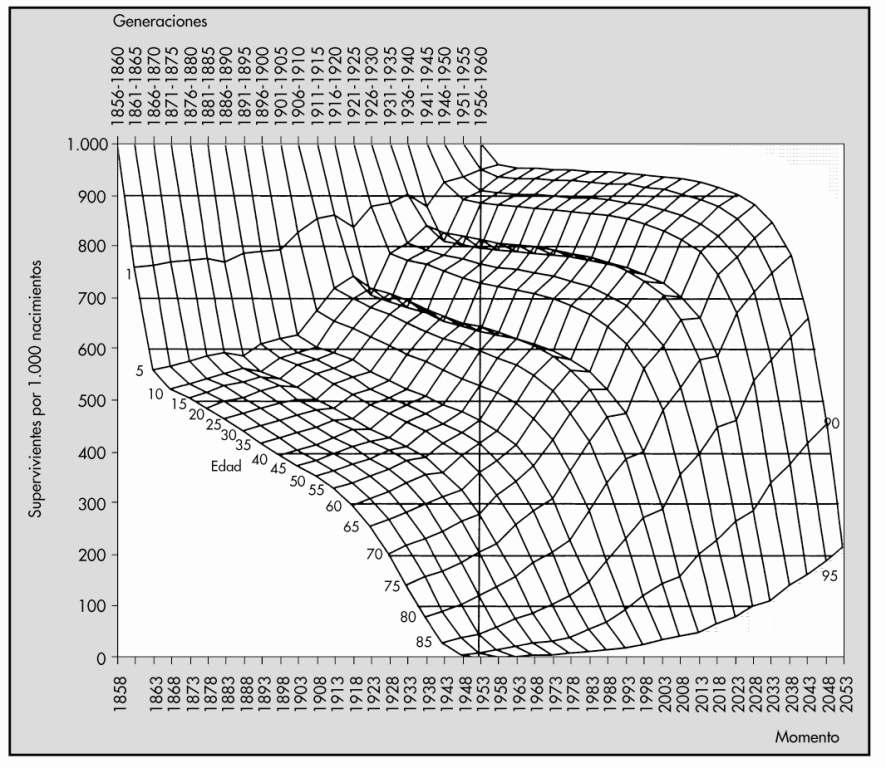
Supervivientes por edad. Generaciones femeninas. España, 1856-1960. Gráfico en el que se aprecia el aumento de supervivencia a las distintas edades y a lo largo de las generaciones. Julio Pérez Díaz, 2003 - Datos Anna Cabré, 1989.

El estudio longitudinal es un tipo de estudio observacional que investiga al mismo grupo de población de manera repetida a lo largo de un período de años, décadas o siglos, cuando se requiere datos estadísticos sobre varias generaciones consecutivas. El estudio longitudinal, a diferencia del estudio transversal elimina los denominados efectos de cohorte por lo que las diferencias observadas en las personas tienen menos probabilidades de ser el resultado de las diferencias culturales entre las generaciones y mostrar por tanto diferencias cualitativas o cuantitativas realmente significativas.
En el análisis demográfico histórico han sido fundamental el método de reconstitución de familias de M. Fleury y Louis Henry que muestra la gran ventaja del análisis longitudinal o estudios de intervalos que separan dos acontecimientos demográficos..

### Población desde el punto de vista económico

#### Población activa
La población económicamente activa (PEA) es un término acuñado por la ciencia económica para describir, dentro de cierto universo delimitado de población, a las personas que son capaces de trabajar (pueden estar ocupadas o desempleadas). Se refiere a la fracción perteneciente a la población activa (también llamada población en edad económicamente activa o PEEA), que se encuentra trabajando para la fecha del censo. La definición de este subconjunto varía de acuerdo a la legislación o convención de cada país o región económica con relación a su información demográfica particular y características sociales propias. La realidad demográfica, económica y social hace que la definición de población activa cambie de acuerdo con estas circunstancias y necesidades.

#### Población inactiva y población desempleada
La población inactiva es la formada por las personas que, siendo mayores de 16 años, no son ni ocupadas ni paradas, recogiendo a sectores de la población como los estudiantes, los jubilados y los incapacitados que no puedan trabajar. Esta es la situación más frecuente en todo el mundo, aunque existen ciertas diferencias entre los países en cuanto a la legislación laboral. Sin embargo hay países, y sobre todo, situaciones individuales, que se salen de estas edades tope: hay menores de 15 que trabajan en todo el mundo, sobre todo en el medio rural, y muchos mayores de 65 que también trabajan. La tendencia, sin embargo, es hacia una jubilación cada vez más temprana, debido a que la tecnología suele eliminar fuentes de empleo por lo que tanto las empresas privadas como los distintos estados suelen adelantar la jubilación para emplear a más gente con un sueldo menor. Esta diferencia de sueldos, unida a las contribuciones laborales de los nuevos empleados, ayuda a compensar, en cierta forma, el desbalance creado por una disminución de la natalidad y de una esperanza de vida cada día más larga. La población inactiva suele contabilizarse también como población dependiente (población económicamente dependiente). En cifras relativas, la población dependiente suele ser mayor en los países pobres que en los desarrollados, lo cual se debe a que en los primeros la natalidad es mucho mayor y, por lo tanto, la población joven es muy abundante, a veces alcanzando el 40 % de la población total (a lo que hay que sumar a la población de mayores de 65). En los países desarrollados, la población económicamente dependiente es menor y alcanza generalmente menos del 30 % del total, aunque también tiene tendencia a crecer relativamente hablando por tres razones principales: en primer lugar, al aumento de la población de mayor edad por el desarrollo de los avances tecnológicos en cuanto a la medicina y la atención sanitaria (alcanzando en algunos casos, el 20 % de la población total), en segundo lugar, a la jubilación más temprana y, en tercer lugar, a la mayor natalidad de la población inmigrante, lo que incide en el aumento de las personas dependientes de menores de 15 a 20 años.
Se denomina población desempleada a la que, aunque se encuentra en edad de trabajar y por lo tanto, queda incluida dentro de la población activa, no tiene empleo remunerado. Puede expresarse en cifras absolutas o relativas, estas últimas, con fines comparativos. En los países desarrollados se contabiliza mucho mejor la población desempleada, sobre todo, con fines de administración de los programas asistenciales. En los países subdesarrollados, estos programas asistenciales, o no existen, o están desvirtuados o corrompidos y el resultado es el crecimiento de la denominada población subempleada que viene a engrosar la creciente marginalidad de las ciudades de los países en desarrollo.

### Población desde el punto de vista censal
Es aquella para un determinado momento y se divide en población de hecho (o de facto) y población de derecho (o de jure). La primera es la compuesta por presentes y transeúntes y suele ser el denominador en los principales algoritmos para calcular tasas, mientras que la segunda es la población compuesta por personas empadronadas en un lugar donde ejercen sus derechos civiles, incluso aunque no vivan allí.

## Estudio de la población humana
Una población humana puede ser estudiada tanto desde el punto de vista estático (magnitud, distribución espacial y composición) como desde el punto de vista dinámico (natalidad, mortalidad y migración). Los movimientos de población modifican el estado de la población y la estructura de la población condiciona el movimiento natural.

### Crecimiento de la población humana
El tratamiento de las relaciones entre crecimiento de la población y las posibilidades del desarrollo social, es conocido con los términos genéricos de población y desarrollo. Este supone que el crecimiento de una población, pasado cierto límite, puede llegar a presionar a una sociedad en: aprovechamiento de recursos, organización del sistema productivo y vigencia histórica del sistema social.
La población varía en función de los nacimientos, las defunciones, las inmigraciones y las emigraciones que ocurran en un período y el crecimiento demográfico por la frecuencia de estos fenómenos. Esto determina el «crecimiento poblacional total» expresado con valores absolutos. Si a este se lo relaciona con la población inicial, se tendrá el crecimiento poblacional proporcional para el período. Si, en cambio, se relaciona ese valor absoluto con la población estimada a mitad del período y se divide por los años del mismo se tendrá la tasa anual media de crecimiento poblacional.

## lectura adicional
- Henderson, Kirsten, and Michel Loreau. "An ecological theory of changing human population dynamics." People and Nature 1.1 (2019): 31-43.